# 泰安門
泰安門（Taian Table）為一間位處中國大陸的連鎖餐飲集團，由德国籍廚師斯特凡·史提勒 (Stefan Stiller)於2016年在上海成立，現時在上海和廣州設立餐廳，並獲得《米其林指南》評為星級餐廳（二星級）。

## 外部連結
- 泰安門網頁 （页面存档备份，存于）